# 陈素珍
陈素珍（1961年—），女，广东乐东（今属海南）人，中国琼剧演员，擅长旦角，一级演员。

## 生平
1979年，进入海口市琼剧团。代表作有琼剧《泪血樱花》、《凤冠梦》、《三看御妹》《红丝错》、《荆钗记》等。2007年12月，获得中国戏剧梅花奖。